# Razundara Tjikuzu
Razundara Tjikuzu, né le 12 décembre 1979 à Swakopmund, est un joueur de football namibien. Il joue au poste de défenseur pour le club de Trabzonspor en Turquie.
Il a joué à de nombreuses reprises avec l'équipe de Namibie.

## Biographie
Tjikuzu a été repéré par le Werder Brême à 16 ans en Namibie et a rejoint l'équipe réserve du club en 1998. Il a été promu en équipe première un an plus tard et a fait 25 apparition en Bundesliga lors de sa première saison. Il a joué pour le Werder Brême jusqu'en 2003, et a ensuite évolué au FC Hansa Rostock pendant deux saisons. 
Il a ensuite joué au MSV Duisbourg lors de la saison 2005-2006, avant d'être transféré à Rizespor pour la saison 2006-2007. 
Il a fait un total de 140 apparitions en Bundesliga, inscrivant cinq buts. 
Lors de l'été 2007, il a quitté le Çaykur Rizespor pour l'İstanbul Büyükşehir Belediyespor qui joue en Super League.
Sa performance dans le club stambouliote lui permit d'être transféré dans le grand club de Trabzonspor, en juin 2009.